# Pećarska
Pećarska este un sat din comuna Bijelo Polje, Muntenegru. Conform datelor de la recensământul din 2003, localitatea are 229 de locuitori (la recensământul din 1991 erau 291 de locuitori).

## Demografie
În satul Pećarska locuiesc 190 de persoane adulte, iar vârsta medie a populației este de 42,4 de ani (39,9 la bărbați și 45,5 la femei). În localitate sunt 74 de gospodării, iar numărul mediu de membri în gospodărie este de 3,09.
Populația localității este foarte eterogenă.
|  |

| Demografie | Demografie | Demografie |
| An         | Locuitori  | Locuitori  |
| ---------- | ---------- | ---------- |
|            |            |            |
|            |            |            |
|            |            |            |
|            |            |            |
| 1948       | 344        |            |
| 1953       | 432        |            |
| 1961       | 451        |            |
| 1971       | 406        |            |
| 1981       | 377        |            |
| 1991       | 291        | 281        |
| 2003       | 278        | 229        |

| \| Componența etnică conform recensământului din 2003[2] \| Componența etnică conform recensământului din 2003[2] \| Componența etnică conform recensământului din 2003[2] \| Componența etnică conform recensământului din 2003[2] \| Componența etnică conform recensământului din 2003[2] \| \| ----------------------------------------------------- \| ----------------------------------------------------- \| ----------------------------------------------------- \| ----------------------------------------------------- \| ----------------------------------------------------- \| \| \| \| \| \| \| \| Sârbi \| Sârbi \| \| 114 \| 49,78% \| \| Bosniaci \| Bosniaci \| \| 60 \| 26,2% \| \| Muntenegreni \| Muntenegreni \| \| 36 \| 15,72% \| \| Musulmani \| Musulmani \| \| 13 \| 5,67% \| \| necunoscută \| necunoscută \| \| 0 \| 0% \| |              |  |     |        |
| Componența etnică conform recensământului din 2003 |              |  |     |        |
| |              |  |     |        |
| Sârbi | Sârbi        |  | 114 | 49,78% |
| Bosniaci | Bosniaci     |  | 60  | 26,2%  |
| Muntenegreni | Muntenegreni |  | 36  | 15,72% |
| Musulmani | Musulmani    |  | 13  | 5,67%  |
| necunoscută | necunoscută  |  | 0   | 0%     |